# 홍대용
홍대용(洪大容, 1731년 3월 1일 ~ 1783년 10월 23일(음력))은 조선 후기의 문신, 실학자이자 과학 사상가이다. 자는 덕보(德保), 호는 담헌(湛軒)과 홍지(弘之)이며, 본관은 남양(南陽)이다. 북학파(北學派)의 학자인 박지원, 박제가 등과 우정을 쌓았으며, 학풍은 유학보다도 군국과 경제장려에 치중하였다.
은신군, 추사 김정희와도 인척간이 되는데, 그의 사촌 남동생인 홍담용의 딸이 은신군부인 남양 홍씨였으며, 김정희의 큰어머니이자 양어머니인 홍씨 부인이 홍대용의 사촌 여동생이다.

## 생애

### 생애 초기
홍대용은 영조 7년에 충청도 청주목 수신면 (현 충청남도 천안시 동남구 수신면) 장산리 수촌마을에서 태어났다. 당색으로는 노론이었는데, 그는 그 중에서도 노론 북학파에 가담하게 된다. 북학파의 선구자로서 일찍이 미호(渼湖) 김원행(金元行)에게 글과 학문을 배워 당대의 국학(國學)으로 쥐지냈고 그 문하생들인 유득공, 이서구, 박제가 등과도 가깝게 지냈다.
그와 친하게 지냈던 인물인 박제가는 후일 홍대용의 외재종손인 김정희가 다시 박제가의 문하생이 되기도 했다.

### 북경 방문
1765년(조선 영조 41년) 35세 때 숙부인 홍억(洪檍)이 서장관으로 청나라에 갈 때 군관(軍官)으로 수행, 3개월여를 북경에 묵으면서 엄성(嚴誠), 반정균(潘庭筠), 육비(陸飛) 등을 만나 담론하며 경의(經義), 성리(性理), 역사, 풍속 등에 대하여 토론했다. 한편 천문학·지리학·역사 등에 관한 지식을 쌓고 서양 문물을 배우고 돌아왔다. 또 천주당(天主堂)에서 서양 문물을 견학, 학습하고 독일 사람으로 청나라의 흠천감정(欽天監正)을 하는 할레르슈타인(劉松齡)과 흠천감 부감(副監) 고가이슬(鮑友管) 등을 만나 면담했으며, 청나라 관상대(觀象臺)를 여러 번 방문, 견학하여 천문지식을 습득해 오기도 했다. 홍대용의 이와 같은 북경 방문은 당시의 여러 북학파 학자 중에서도 제일 처음의 일로서 실학의 도입에서 그 선구적 업적이 크다.

### 귀국 후추
귀국하여 천주교와 천문학의 이론을 기록한 유포문답과 과학 사상을 담은 의산문답을 지었다. 지구의 자전설과 경제 정책의 개혁, 과거 제도를 폐지하여 공거제를 통한 인재 등용 등 혁신적인 개혁 사상을 제창하였다. 또한 박지원, 박제가 등의 실학자들과 교류를 계속하면서 정치·경제에 관한 학문을 연구하였다.
1774년(영조 50년), 나이 44세 때 귀국 후 수차 과거에 실패하고 음서제에 의해 선공감의 종9품 관리로 관직 생활을 시작했다. 그 뒤 한 차례의 사직, 삼사의 사헌부 감찰직 등을 거쳐 1780년 영주 군수를 지내게 되었다. 관직에 있으면서도 쉬지 않고 자신의 학설을 직접 사회에 도입해보려는 노력을 하였으나 시대 환경에 억눌려 별 성과 없이 눈을 감았다.

## 사상
북학파의 선구자이자, 이용후생(중상주의) 학파에 속한 실학자로 당시 굉장히 혁신적인 철학자였다. 그는 지전설과 우주무한론을 주장하며 이를 근거로 화이의 구분을 부정해 주체성을 강조했다. 대표적으로 지구의 자전설을 처음 대중에게 설파했던 바 있다. 당나라 때 자취를 감추었고, 오랜 시간 농민들에게 절실했던 두 제도, 농토를 균등하게 분할하는 균전제(均田制)와 부병제(府兵制)를 토대로 하는 경제 개혁을 주장했다. 특히 신분 제도 개혁에 앞서 과거제를 없애고 공거제(貢擧制)에 의한 인재를 고루 등용하며, 지금의 초등학교 입학 조건 나이인 8세 이상의 모든 아동을 차별 없이 교육시켜야 한다는 내용의 과감한 개혁을 주장하였다.
홍대용은 그의 저서 《의산문답》에서 보여 주듯이 인류의 기원, 계급과 국가의 형성, 법률·제도 등에 관한 이론 발표에서부터 시작하여 그에 입각해 “놀고먹는 귀족 계급이 나라와 백성을 좀먹는다(所謂遊民倖位耗國病民 : 《계방일기》).”라며 노동하지 않는 것을 부끄러워하지 않는 양반 계급의 허위의식을 지적하는가 하면, 그밖에도 천문·율력(律歷)·산수 등 과학에 이르기까지 뛰어난 이론을 전개했다. 천문 분야에서도 지구지전설을 주장하였는데, 17세기에 중국이 서양에서 이를 전해받았을 때 지지를 받지 못한 것과 대조된다.
그는 과학사상을 바탕으로 중국 중심적인 화이론을 부정하면서, 중국과 조선, 서양까지를 상대화하여 어느 쪽이 '화'이고 '이'일 수 없다고 했다. 또한 인간과 자연 중 어느 쪽이 더 우월한 것이 아니라고 주장하면서 인간과 다른 생명체를 똑같은 것으로 상대화했다. 그리고 당시 사회 계급과 신분 차별에 반대하며 균등한 교육 기회 부여, 재능과 학식에 따른 일자리 분배를 주장했다.

## 농수각
농수각(籠水閣)은 조선 후기 실학자이자 선구적인 과학사상가인 담헌 홍대용이 지금의 충청남도 천안시 동남구 수신면 수촌마을(장산리 646-1) 일대에 위치한 1762년 당시 자신의 자택(생가) 인근에 완공한 사설 천문대로 혼천의, 자명종 등 천문을 연구하는 의기를 만들어 연구하던 천문관측소이다. 홍대용선생은 그의 대표저서인 〈의산문답〉(醫山問答)에서 지전설,무한우주론,지구구형설등을 주장하였다. 한편 홍대용선생은 '하늘의 입장에서 보면 사람과 만물은 모두가 균등하다'라는 사실을 주장하였는데 이는 작금의 자연보호나 환경문제, 인권문제등의 맥락에서 보더라도 당시 유학의 한계를 넘어 현대에서 조차 본받아야할 철학및과학사상가로서 '생명존중과 평등'의 당위성을 탐구한 지성인의 면모를 여실히 잘 보여준 언급이라 할 수 있다.

## 저서
- 《담헌서》
- 《담헌설총》 湛軒說叢 저자
- 《사서문의》 四書問疑 편저자
- 《의산문답》 毉山問答 편저자
- 《임하경륜》 林下經綸 편저자
- 《건정필담》 乾淨筆談 편저자
- 《주해수용》[12] 籌解需用 편저자

## 가족 관계
- 사촌 : 홍대현
  - 조카딸 : 군부인 남양홍씨
  - 조카사위 : 은신군, 사도세자의 서자, 흥선대원군의 양할아버지
  - 조카딸 : 남양홍씨
  - 조카사위 : 김노영(金魯永) , 문신·추사 김정희의 양아버지

## 같이 보기
- 박지원
- 유득공
- 박제가
- 이덕무
- 은신군
- 김정희
- 94400 홍대용 (소행성)
- 혼천의
- 정약용

## 참고 자료
- 이 문서에는 다음커뮤니케이션(현 카카오)에서 GFDL 또는 CC-SA 라이선스로 배포한 글로벌 세계대백과사전의 "〈실학의 융성〉" 항목을 기초로 작성된 글이 포함되어 있습니다.

1. ↑  문석윤 외 3명. 2012. 〈담헌 홍대용 연구〉 379p.
2. ↑  《연암집》 제2권 〈홍덕보 묘지명〉
3. 1 2  “홍대용(洪大容)”. 《한국민족문화대백과사전》. 2018년 6월 17일에 확인함.
4. ↑  (천안시 홍대용과학관-홍대용선생 소개)https://www.cheonan.go.kr/damheon.do
5. ↑  (위키문헌 - 담헌서 내집4권 보유 의산문답: 實翁曰。甚矣。人之難曉也。萬物之成形。有圓而無方。况於地乎。月掩日而蝕於日。蝕體必圜。月體之圜也。地掩日而蝕於月。蝕體亦圜。地體之圜也。然則月蝕者。地之鑑也。見月蝕而不識地圜。是猶引鑑自照而不辨其面目也。不亦愚乎。)https://ko.wikisource.org/wiki/%EB%8B%B4%ED%97%8C%EC%84%9C/%EB%82%B4%EC%A7%91_4%EA%B6%8C/%EB%B3%B4%EC%9C%A0/%EC%9D%98%EC%82%B0%EB%AC%B8%EB%8B%B5
6. ↑  (중앙일보-조선조 실학자 홍대용 생가 터 복원)https://www.joongang.co.kr/article/460570#home
7. ↑  한국민족문화대백과사전 - 농수각
8. ↑  {참고}(한국의 지식콘텐츠 KRPIA 담헌서,저자 홍대용,북한사회과학원 고전연구소 역,발행처  여강출판사 발행년도 2001-08-01)https://www.krpia.co.kr/product/detail?plctId=PLCT00004608&nodeId=NODE04252612
9. ↑  (Child Health Nurs Res, Vol.19, No.4, October 2013: 282-290 DOI:dx.doi.org/10.4094/chnr.2013.19.4.282  Analysis of Life Respect-related Content Portrayed in the 7th to 10th Grade Textbooks in Middle and High Schools
Kyung-Ah Kang1, Young-Hee Kim2, Jung-Jae Lee3, Myung-Nam Lee4 1Department of nursing, Sahmyook University, Seoul; 2Department of nursing, Kaya University, Gimhae, Korea; 3School of Health in Social Science, University of Edinburgh, Edinburgh, Scotland, UK; 4College of Nursing, Yonsei University, Seoul, Korea)http://koreascience.kr/article/JAKO201333959964068.pdf
10. ↑  (천안이야기-홍대용선생 묘부터 생가지까지)https://www.cheonan.go.kr/prog/reporter/sotong/sub02_02_03/allview.do?rotNo=782&pageIndex=1&searchCnd=&searchWrd=
11. ↑  네이버지도 - 홍대용선생 생가지 : https://map.naver.com/v5/search/%EC%9E%A5%EC%82%B0%EB%A6%AC%20646-1/address/14170500.018238913,4402712.024447847,%EC%B6%A9%EC%B2%AD%EB%82%A8%EB%8F%84%20%EC%B2%9C%EC%95%88%EC%8B%9C%20%EB%8F%99%EB%82%A8%EA%B5%AC%20%EC%88%98%EC%8B%A0%EB%A9%B4%20%EC%9E%A5%EC%82%B0%EB%A6%AC%20646-1,jibun?c=14170441.3639992,4402710.7603605,19,0,0,0,dh
12. ↑  “주해수용(籌解需用)”. 《조선후기 실학자 홍대용이 영조 연간에 저술한 수학서.》. 한국민족문화대백과사전.